# Julia Spetsmark
Julia Spetsmark, née le 30 juin 1989 à Arvika, est une footballeuse internationale suédoise évoluant au poste de milieu de terrain à l'Apollon Limassol.

## Biographie

### Carrière en club
Julia Spetsmark joue dans son pays d'abord à QBIK (en), en deuxième division. Elle fait ses débuts en première division avec Sunnanå SK (en) en 2013, et rejoint ensuite le KIF Örebro DFF. Elle joue alors quatre saisons pleines avec plus de quatre-vingts matchs joués, douze buts marqués et une vingtaine de passes décisives délivrées. En 2017, elle part à Manchester City, mais se blesse et ne joue finalement que six rencontres. Elle décide alors de revenir en Suède du côté de Djurgården, et participe au maintien du club avec un total de sept buts et deux passes décisives.
En 2019, elle joue aux États-Unis, à North Carolina Courage, où elle inscrit deux buts en douze matchs et remporte la NWSL. En janvier 2020, elle rejoint SL Benfica au Portugal. En juin 2020, elle signe au FC Fleury 91, en France.

### Carrière en sélection
Julia Spetsmark fait partie de l'équipe nationale de Suède depuis 2016. Elle participe notamment à l'Euro 2017 aux Pays-Bas. Elle est réserviste pour la Coupe du monde 2019 en France.

## Palmarès
North Carolina Courage
- Championne de NWSL : 2019
- NWSL Shield : 2019

## Statistiques
| Saison                | Club                   | Championnat           | Championnat | Championnat | Coupe(s) nationale(s) | Coupe(s) nationale(s) | Compétition(s) continentale(s) | Compétition(s) continentale(s) | Compétition(s) continentale(s) | Total | Total |
| Saison                | Club                   | Division              | M.          | B.          | M.                    | B.                    | Comp.                          | M.                             | B.                             | M.    | B.    |
| 2011                  | QBIK (en)              | Elitettan             | 22          | 11          |                       |                       | -                              | -                              | -                              | 22    | 11    |
| 2012                  | QBIK (en)              | Elitettan             | 23          | 12          |                       |                       | -                              | -                              | -                              | 23    | 12    |
| Sous-total            | Sous-total             | Sous-total            | 45          | 23          |                       |                       | -                              | -                              | -                              | 45    | 23    |
| 2013                  | Sunnanå SK (en)        | Damallsvenskan        | 21          | 3           | 1                     | 0                     | -                              | -                              | -                              | 22    | 3     |
| Sous-total            | Sous-total             | Sous-total            | 21          | 3           | 1                     | 0                     | -                              | -                              | -                              | 22    | 3     |
| 2014                  | KIF Örebro DFF         | Damallsvenskan        | 20          | 1           | 3                     | 0                     | -                              | -                              | -                              | 23    | 1     |
| 2015                  | KIF Örebro DFF         | Damallsvenskan        | 22          | 2           | 3                     | 1                     | -                              | -                              | -                              | 25    | 3     |
| 2016                  | KIF Örebro DFF         | Damallsvenskan        | 21          | 3           | 2                     | 0                     | C1                             | 4                              | 1                              | 27    | 4     |
| 2017                  | KIF Örebro DFF         | Damallsvenskan        | 22          | 6           | 3                     | 1                     | -                              | -                              | -                              | 25    | 7     |
| Sous-total            | Sous-total             | Sous-total            | 85          | 12          | 11                    | 2                     | -                              | 4                              | 1                              | 100   | 15    |
| 2017-2018             | Manchester City        | FA WSL                | 3           | 0           | 1                     | 0                     | C1                             | 0                              | 0                              | 4     | 0     |
| Sous-total            | Sous-total             | Sous-total            | 3           | 0           | 1                     | 0                     | -                              | 0                              | 0                              | 4     | 0     |
| 2018                  | Djurgården IF          | Damallsvenskan        | 11          | 6           |                       |                       | -                              | -                              | -                              | 11    | 6     |
| Sous-total            | Sous-total             | Sous-total            | 11          | 6           |                       |                       | -                              | -                              | -                              | 11    | 6     |
| 2019                  | North Carolina Courage | NWSL                  | 12          | 2           | -                     | -                     | -                              | -                              | -                              | 12    | 2     |
| Sous-total            | Sous-total             | Sous-total            | 12          | 2           | -                     | -                     | -                              | -                              | -                              | 12    | 2     |
| 2019-2020             | SL Benfica             | Liga BPI              | 6           | 5           |                       |                       | -                              | -                              | -                              | 6     | 5     |
| Sous-total            | Sous-total             | Sous-total            | 6           | 5           |                       |                       | -                              | -                              | -                              | 6     | 5     |
| Total sur la carrière | Total sur la carrière  | Total sur la carrière | 183         | 51          | 13                    | 2                     | -                              | 4                              | 1                              | 200   | 54    |